# La Banque postale
«Ля Банк посталь» (La Banque postale) — дочерняя компания анонимного общества «Ля Пост», предоставляющая финансовые услуги. Сеть банка насчитывает 17 тысяч розничных точек, включая 7700 почтовых отделений, которые обслуживают 20 млн клиентов.

## История
В 2000 году для управления депозитными вкладками клиентов почты Франции была создана инвестиционная дочерняя компания Efiposte. В начале 2006 года на её основе был создан почтовый банк La Banque postale. С 2007 года банк начал выдавать потребительские кредиты, с 2009 года начал предоставлять страховые услуги, с 2011 года начал обслуживать корпоративных клиентов.
В марте 2020 года произошло слияние почтового банка со страховой компанией CNP Assurances, в результате активы La Banque postale выросли с 272 млрд евро до 737 млрд. Прежний крупнейший акционер CNP Assurances, государственный инвестиционный фонд Caisse des Dépôts et Consignations, обменял свою долю в компании (41 %) на увеличение доли в почтовой группе La Poste до 66 % (остальные принадлежат государству напрямую).

## Деятельность
Деятельность банка включает три основных направления:
- банковские услуги — выручка 5 млрд евро;
- страхование — страховые премии 24,7 млрд, выручка 2,6 млрд;
- управление активами (дочерняя компания LBP AM) — выручка 161 млн евро[1].